# 김준 (배우)
김준(본명: 김형준, 1984년 2월 3일 ~ )은 대한민국의 배우이자 가수이다. 2007년 티맥스의 래퍼로 데뷔했으며, 2009년 드라마 《꽃보다 남자》에 출연하며 연기 활동을 시작했다.

## 학력
- 신성고등학교
- 한국외국어대학교 자연과학대학 생명화학과
- 사이버한국외국어대학교 일본어학부 (편입)
- 한국외국어대학교 대학원 글로벌문화콘텐츠학과 (석사과정)

## 출연 작품

### 드라마
| 연도 | 방송사       | 제목        | 역할   |
| ---- | ------------ | ----------- | ------ |
| 2009 | KBS2         | 꽃보다 남자 | 송우빈 |
| 2011 | KBS2         | 강력반      | 신동진 |
| 2014 | SBS          | 끝없는 사랑 | 김태경 |
| 2015 | MBC 드라마넷 | 태양의 도시 | 강태양 |

### 영화
- 2014년 《루팡 3세》 - 피에르 역 (일본 영화)
- 2019년 《13일의 금요일: 음모론의 시작》 - 김필립 역
- 2019년 《퍼펙트맨》 - 이충원 역
- 2019년 《악의제국: 13일의금요일 챕터2》 - 김필립 역
- 2020년 《살인택시괴담: 야경 챕터2》 - 김필립 역

### 뮤지컬
- 2009년 《젊음의 행진》 교생 역

### 연극
- 2018년 《여도》 - 신숙주 역

### 방송
| 연도      | 방송사   | 제목                              | 역할     | 비고        |
| --------- | -------- | --------------------------------- | -------- | ----------- |
| 2009      | tvN      | 스타, 신입사원 되다!              |          |             |
| 2011      | 온스타일 | 스마트 트래블러 인 도쿄           |          |             |
| 2009~2010 | KBS2     | 천하무적 토요일 - 천하무적 야구단 |          |             |
| 2014      | MBC      | 둘이서 세계로                     |          | 이스라엘 편 |
| 2018      | KBS2     | 슈퍼맨이 돌아왔다                 | 특별출연 |             |

## 경력 사항
- 2009년 인천관광 홍보대사
- 2009년 한-필리핀 방송콘텐츠 쇼케이스 및 미디어 포럼 홍보대사
- 2010년 글로벌관광에티켓 홍보대사